# Джеймс Стюарт (Афінянин)
Джеймс «Афінянин» Стюарт (англ. James Stuart, 1713, Лондон — 2 лютого 1788, Лондон) — британський археолог, архітектор та художник, один з піонерів неокласицизму в архітектурі.

## Біографія
Стюарт народився в 1713 році у Крід-Лейн м. Лондона, в родині шотландського моряка. Незабаром батько помер, і Джеймс заробляв своїм художнім талантом, підтримуючи родину у фінансовому відношенні. Менш з тим 1719 року він спромігся виїхати до Італії задля вдосконалення художніх здібностей. Працював провідником і художником, вивчав латинську, італійську та грецьку мови, цікавився італійським, давньоримським мистецтвом та архітектурою. Саме в Італії Джеймс Стюарт створив свою першу велику роботу — ілюстрований трактат про єгипетський обеліск Псамметіха II, а також познайомився із Ніколасом Реветтом, молодим дворянином зі Східній Англії, архітектором-аматором, який супроводжував його впродовж Grand Tour. В 1748 році Стюарт приєднався до Реветта, Гевіна Гамільтона і архітектора Метью Бреттінгема під час поїздки в Неаполь, або вивчати стародавні руїни, а звідти. Звідти вони подорожували через Балкани і порт Пулу до Греції. Відвідали Салоніки, Афіни та іонічний храм на річці Іліссос, паралельно створюючи точні вимірювання та малюнки старожитностей.
Після повернення до Лондона в 1755 р. Стюарт і Реветт 1762 р. опублікували роботу «The Antiquities of Athens and Other Monuments of Greece». Тільки перший том праці містив понад 500 описів. Саме ця робота стала предтечею виникнення стилю грецького відродження в європейському мистецтві. Художні ілюстрації Джеймса Стюарта також стали першими у своєму роді і зустріли схвальні оцінки антикварів, науковців та просто поціновувачів класичної античності. Вільям Хогарт створив сатиричну гравюру у відповідь на витончену манеру Стюарта зображувати архітектурні деталі під назвою «Five Orders of Periwigs» (П'ять ордерів перук).
Після повернення до Англії, Джеймс Стюарт також працював дизайнером інтер'єрів, розробником ескізів державних нагород, створивши металевий триножник, перший з найдавніших часів, а також архітектором. За його проектами будували та реконструювали заміські, садові будинки і таун-хауси, зокрема Спенсер-хаус.
Помер 2 лютого 1788 року у своїй садибі в Лондоні. Похований в крипті найзнаменитішої парафіяльної церкви Лондона Сент-Мартін-ін-зе-Філдс.